# ایستگاه قطار شهری طبرسی
ایستگاه قطار شهری طبرسی یکی از ایستگاه‌های خط ۲ قطار شهری مشهد است که در بلوار طبرسی قرار دارد. این ایستگاه در ابتدای بهره‌برداری به نام ولایت نامگذاری شده بود که با تصمیم شورای شهر اسامی ایستگاه‌های اول و دوم خط ۲ مشهد تغییر یافت. در ده ماهه اول سال ۱۳۹۶ ایستگاه طبرسی سومین ایستگاه پرتردد خط ۲ مترو بود.

## موقعیت جغرافیایی
ایستگاه قطار شهری طبرسی در انتهای بلوار طبرسی شمالی، نزدیک به بزرگراه شهید بابانظر قرار دارد. این ایستگاه دسترسی به مناطقی مانند شهرک کوثر و محله‌های اطراف را فراهم می‌کند.
ایستگاه طبرسی، نخستین ایستگاه خط ۲ قطار شهری مشهد است که با رنگ آبی مشخص شده و از انتهای طبرسی شمالی آغاز و به رضاشهر منتهی می‌شود. این خط با طول ۱۴ کیلومتر شامل ۱۳ ایستگاه است.
نزدیک‌ترین ایستگاه اتوبوس به این مکان، ایستگاه اتوبوس طبرسی شمالی ۴۸ است که دسترسی به این مکان را برای حمل‌ونقل عمومی آسان می‌سازد.
ساعات کاری قطار شهری مشهد از حدود ۶ صبح تا ۱۰ شب است.